# ロクスシュテット
ロクスシュテット（ドイツ語: Loxstedt、低地ドイツ語: Lox）は、ドイツ連邦共和国ニーダーザクセン州クックスハーフェン郡に属す町村（アインハイツゲマインデ）である（以下、本項では便宜上「町」と記述する）。この町はブレーマーハーフェンの南に位置する。行政機関はロクスシュテット地区に存在する。

## 地理

### 位置

ロクスシュテットの地形図

ロクスシュテットは、北ドイツ低地に位置し、ゲースト、湿地、沼沢地が多くを占める。町域内にビュルター・ゼーおよびラントモーレ自然保護区、ケニヒスモール自然保護区、ノイエンランダー・アウセンダイヒ自然保護区、シュトーテラー・モール自然保護区、プラッケンモール自然保護区がある。市の西側は、15 km にわたってヴェーザー川が町境をなしている。中核地区の南をヴェーザー川の支流ルネ川が町域を通って流れている。南の町境に沿ってドレプテ川が流れている。

### 隣接する市町村
ロクスシュテットは、北はブレーマーハーフェン、北東はシフドルフ、南東はベーヴァーシュテット、南はハーゲン・イム・ブレーミシェンと境を接している。西はヴェーザー川をはさんでノルデンハムおよびシュタットラントと向かい合う。

### 自治体の構成
この町は、21地区から構成されている。その一部はさらに小さな居住区を含んでいる。以下の表に各地区とその人口（2019年6月30日現在、副次居住者を含む）を示す。
| 行政地区                         | 人口  | 地理上の地区                                       |
| -------------------------------- | ----- | -------------------------------------------------- |
| ベックスヘフェーデ               | 2,264 | ベックスヘフェーデ                                 |
| ビュッテル                       | 258   | ビュッテル、ラントヴュルデン                       |
| デーデスドルフ＝アイデヴァルデン | 555   | ラントヴュルデン                                   |
| ドネルン                         | 590   | ドネルン                                           |
| デューリング                     | 854   | デューリング                                       |
| フレーステ                       | 106   | フレーステ                                         |
| ハーネンクノープ                 | 229   | ハーネンクノープ                                   |
| ヘットホルン                     | 85    | ヘットホルン                                       |
| ホルテ                           | 73    | ホルテ、ラントヴュルデン、シュトーテル             |
| ランハウゼン                     | 263   | ランハウゼン                                       |
| ロクスシュテット                 | 5,639 | ロックスシュテット                                 |
| マイハウゼン                     | 49    | ラントヴュルデン                                   |
| ネッセ                           | 1,404 | ネッセ                                             |
| ノイエンランデ                   | 114   | ノイエンランデ                                     |
| オーヴァーヴァルフェ             | 147   | ラントヴュルデン                                   |
| シュヴェーゲン                   | 227   | ランゲンダムスモール、シュヴェーゲン、シュトーテル |
| シュティンシュテット             | 761   | シュティンシュテット                               |
| シュトーテル                     | 2,635 | シュトーテル                                       |
| エーターランデ                   | 389   | ラントヴュルデン                                   |
| ヴィームスドルフ                 | 146   | ラントヴュルデン                                   |

## 歴史
ロクスシュテット集落は、1059年に Lacstidi という名称で初めて文献に記録されている。Lacstidi は「Lache に面した入植地」を意味する。これはロクスシュテットとデューリングとの間にある湿地の地域を指す。出土品は石器時代中期から人がこの土地を利用していたことを証明している。ヴィルヘルムスハーフェンのニーダーザクセン歴史工芸研究所 (NIhK) は、豊富な考古学的出土品に基づき現在のロクスシュテットの原型となった集落の研究を行っている。これにより集落跡が紀元前1世紀から紀元後9世紀のものであることが判明した。ロクスシュテットでの定住はおそらく2000年以上継続している。採集された出土品は、ベーダーケーザ城の考古学博物館で展示されている。
古い教会区は、ロクスシュテット、デューリング、ネッセ、さらに後にはホーザーミューレンをも管轄とした。この村は1500年頃にベルデ・ベーヴァーシュテットに、1768年にはベーヴァーシュテット貴族家に属した。ロクスシュテットはフランス軍による征服後、ナポレオン・ボナパルトに勝利するまでの間、ブレーマーレーエ小郡のコムーネであるベクスヘフェーデの一部となった。ハノーファーの行政組織導入後1851年から1859年までアムト・ベーヴァーシュテットに、1859年から1885年まではアムト・レーエに属した。その後ロクスシュテットは、ゲーストミュンデ郡、ヴェーザーミュンデ郡、あるいはクックスハーフェン郡の一部となった。この集落は1840年にラントゲマインデ（地方自治体）となり、1971年から1974年まで同名のザムトゲマインデ（集合自治体）に属した。

### 町村合併
ロクスシュテットは、1974年6月13日のオスターホルツ/ヴェーザーミュンデ地域の市町村新設に関する法律によって、（同年3月1日に遡って）現在の形となった。これによりそれまでザムトゲマインデ・ロクスシュテットに属していた自治体ベクスヘフェーデ、ドネルン、デューリング、ロクスシュテット、ネッセ、シュティンシュテットおよびビュッテル、フレーステ、ホルテ、ラントヴュルデン、ランハウゼン、ノイエンランデ、シュトーテンが合併してアインハイツゲマインデとして成立した。独立した自治体による拡大ザムトゲマインデは大都市ブレーマーハーフェン周辺で容認されなかった。この方法での地域再編は特にシュトーテル地域で抵抗に遭った。代案として2つの場所、すなわち当時の連邦道 B6号線の西側と東側の土地であった。しかしこの要求も内務省によって却下された。
歴史的には、ロクスシュテット周辺の集落がベーヴァーシュテットへの帰属意識を持っていたのに対して、シュトーテル周辺の集落はシュトーテルおよびハーゲンとつながりを築いていた。特殊だったのはラントヴュルデンで、この村の集落は中世以降オルデンブルクに属しており、一時的な例外はあったものの、別の国（領邦）に属していた。これに属す集落は早い時期に統合され、現在もラントヴュルデン地区としてまとめられている。

### 人口統計
ロクスシュテットの人口は16,115人で、このうち7,982人が男性、8,133人が女性である。この町の住民の平均年齢はおよそ45歳である。ロクスシュテットの外国人比率は 6.78 % である。
| 合計   | 0–6 | 6–18  | 18–65 | 65+   |
| ------ | --- | ----- | ----- | ----- |
| 16,115 | 815 | 1,819 | 9,734 | 3,747 |

2017年12月31日現在

### 人口推移
| 時点              | 人口（人） | 出典  |
| ----------------- | ---------- | ----- |
| 1961 （6月6日）   | 011,180 a  | [ 3 ] |
| 1970 （5月27日）  | 012,110 a  | [ 3 ] |
| 1977 （12月31日） | 13,741     | [ 6 ] |
| 1987 （12月31日） | 14,636     | [ 6 ] |
| 1992 （12月31日） | 15,254     | [ 6 ] |
| 1997 （12月31日） | 16,246     | [ 6 ] |

| 時期              | 人口（人） | 出典  |
| ----------------- | ---------- | ----- |
| 2002 （12月31日） | 16,676     | [ 6 ] |
| 2007 （12月31日） | 16,084     | [ 6 ] |
| 2011 （12月31日） | 16,048     | [ 6 ] |
| 2015 （12月31日） | 15,980     | [ 6 ] |
| 2018 （12月31日） | 16,214     | [ 6 ] |

a 後に合併する町村を含めた人口調査結果

## 行政

### 議会
ロクスシュテットの町議会は32人の議員で構成されている。これは、人口 15,001人から20,000人の自治体の議員定数である。議員は5年ごとの住民による選挙で選出される。
この他に専任の町長も町議会での投票権を有している。

### 首長
ロクスシュテットの専任の町長はデトレフ・ヴェルブロック（無所属）である。2014年5月25日の選挙で現職の彼には対立候補がなく 90.9 % の支持票を獲得して再選された。この選挙の投票率は 47.8 % であった。彼は2014年11月1日に新たな任期に就いた。

### 紋章
1985年5月21日の町議会で、町の新しい紋章と旗が採択された。1974年3月1日のアインハイツゲマインデ・ロクスシュテットの成立後も、2月28日以前に存在していた3本の蹄鉄用平頭釘と3輪のバラを描いた古い紋章を用いていた。紋章と旗は、町役場の増築が完了した1985年9月20日に発効した新しい基本条例によって有効となった。
図柄: この町の紋章は、緑地で、周囲は21個の銀色の鋲で縁取られている。銀の波帯の上に右（向かって左）に向かって歩く銀色の馬。
解説: 銀の鋲はロクスシュテットの21地区の連携を表している。銀の波帯は町内を流れるヴェーザー川とルネ川を象徴している。銀の馬は、この町で営まれている馬の飼育を表現している。

### 姉妹自治体
- シュヴァーン（ドイツ語版、英語版）（ポーランド、メクレンブルク＝フォアポンメルン州）1990年[12]
- オランヴィル（フランス語版、英語版）（フランス、エソンヌ県）2013年[13]

## 文化と見所
上級中心都市ブレーマーハーフェンに隣接することから、町内での文化的なイベントは比較的少ない。しかし、デーデスドルファー・マルクトや地元クラブの演劇上演、コンサート、美術展覧会などのハイライトがある。

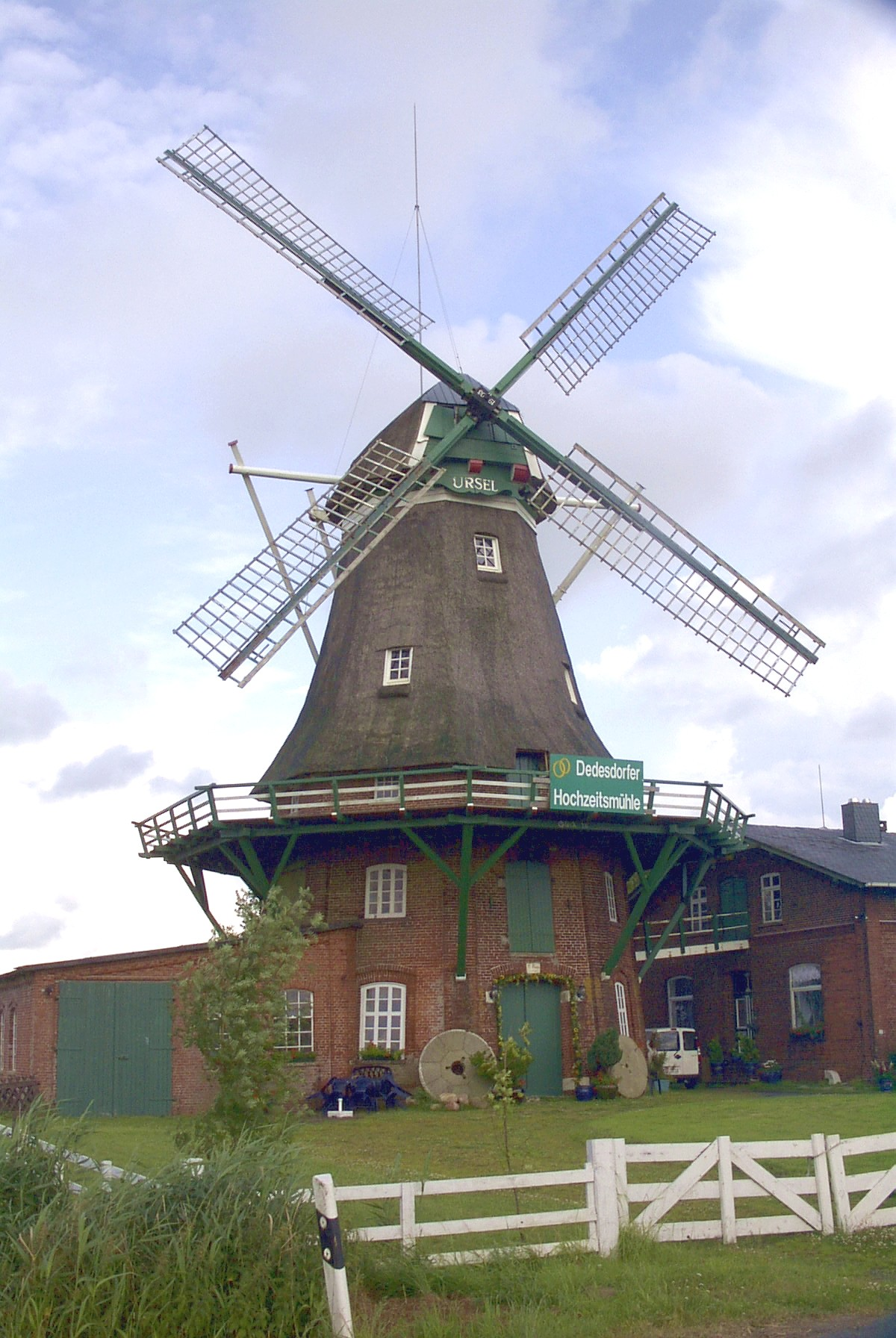
デーデスドルフの風車

### 建造物
見所としては、教会、すなわちベクスヘフェーデの洗礼者聖ヨハネス教会、ビュッテルの聖マリエン教会、シュトーテルの聖マルガレーテン教会、天井画（ロクスシュテットの死の舞踏、聖人群像）や1768年にグリュックシュタットのヨハン・マティアス・シュライバーが制作したオルガンを持つレクスシュテットの聖マリエン教会がある。これらの教会は福音主義ハノーファー地方教会のヴェーザーミュンデ南教会クライスに属す。
カトリックの聖ヨハネス教会（1966年）には、イタリアのバロック画家アンドレア・サキの「聖家族と洗礼者聖ヨハネ」（1641年）や、ヨハネの啓示をモチーフにした祭壇後背の近代的モザイク（2001年）がある。
デーデスドルフの聖ラウレンティウス教会にはアルプ・シュニットガーのオルガンがある。この教会は、福音主義オルデンブルク地方教会のヴェーザーマルシュ教会クライスに属す。
この他の見応えのある建造物としては、数多くの葦葺きの家や、デーデスドルフの風車がある。風車では結婚式を挙げることもできる。
文化的に興味深いのは、詩人ヘルマン・アルマースの主導で制作されたシュトーテルのフーゴ・ウンゲヴィッターのフレスコである。
- カトリックの洗礼者聖ヨハネス教会
- 洗礼者聖ヨハネス教会所蔵のアンドレア・サキ作「聖家族と洗礼者聖ヨハネ」
- 聖ヨハネ教会のガラスのモザイク
- 聖ラウレンティウス教会のオルガン

## 経済と社会本
ロクスシュテットは、地域開発上、クックスハーフェン郡における商工業定着の中心となる町である。商工業地は、産業パーク「アム・ヴェーデンベルク」（ロクスシュテット地区）や「ロクスパルク」（シュトーテル地区）にある。かつてはこれに加えてルネ広場に広大な産業地域があった。この土地は大部分が調整地建設のためにブレーメン州に売却された。ロクスシュテットは経済的には農業、馬の飼育、化学工業、食肉加工業が主産業である。しかし1970年代末には既に、20人の被傭者が農業に従事するだけになっていた。これに替わってロクスシュテットはブレーマーハーフェンの住宅地域へと発展し、多くの通勤者が住んだ。将来は特に観光業が拡大すると予想され、ハイキングやサイクリングルートの確立によって、その最初のステップが踏み出されている。

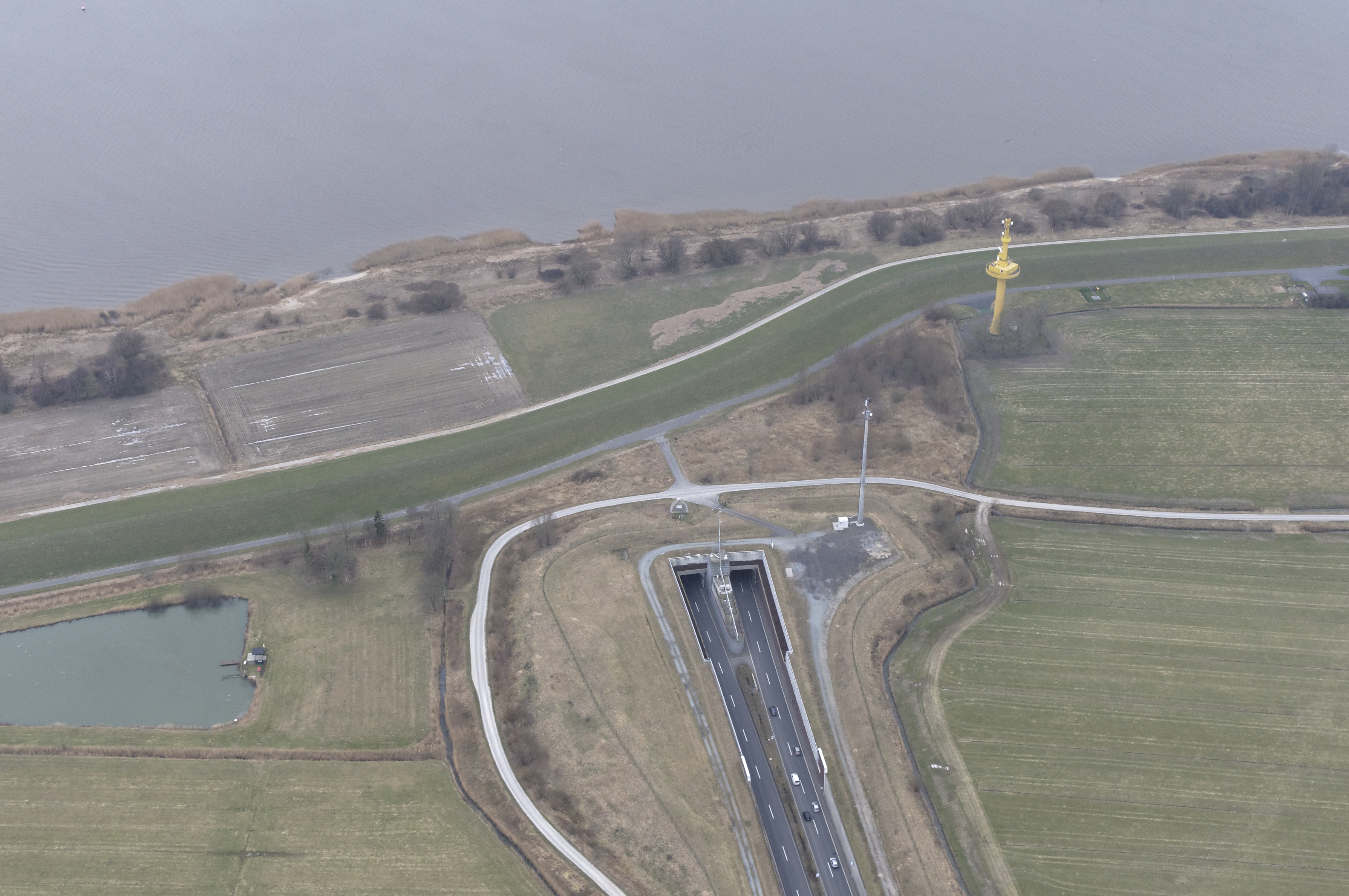
ヴェーザー川を渡るB437号線のヴェーザートンネルのロクスシュテット側出入り口

### 交通
町は鉄道と道路で結ばれている。町内を連邦アウトバーン A27号線（ヴァルスローデ・ジャンクション - ブレーメン - ブレーマーハーフェン - クックスハーフェン）が通っており、シュトーテル、ネッセ/ブレーマーハーフェン南、ブレーマーハーフェン＝ヴルスドルフ/ロクスシュテットの3つのインターチェンジがある。シュトーテル出口から連邦道 B437号線がヴェーザートンネルを通り、オルデンブルクおよびヴィルヘルムスハーフェン方面のヴェーザーマルシュ郡シュタットラントへ通じている。連邦道 B71号線は、町の一部とブレーマーハーフェンおよびブレーマーフェルデとを結んでいる。この他の交通網としては、州道 L135号線（クックスハーフェン - ブレーマーハーフェン - ブレーメン）がある。
計画中の海浜アウトバーン A20号線は、ロクスシュテットとベクスヘフェーデとの間およびシュティンシュテットとデューリングとの間を通る予定である。選択された優先的変更案は地域開発計画内で確認され、町内のそれまでの3つの計画に替わるものであった。町議会の過半数がシュトーテラー・ゼーの南を通るルートを支持しているが、この場合A22号線とA27号線が交差することになるホルテ集落には大きな高架が必要となる。この変更案はリューネブルクの政府代表によって自然保護の理由からも排除された。
ロクスシュテットは1847年以降鉄道ブレーメン - ブレーマーハーフェン線の駅を有している。バスによる公共旅客交通は主に上級中心都市ブレーマーハーフェンとを結んでおり、町内の往来は通学輸送やデマンド型交通が補っている。この町は、ブレーメン＝ニーダーザクセン交通連盟 (VBN) に加盟している。

### メディア
ロクスシュテットに関するニュースはノルトゼー＝ツァイトゥングに掲載される。ロクスシュテットでは定期的に北西部青年メディアキャンプが開催される。

### 教育
基礎課程学校は、ベクスヘフェーデ、ロクスシュテット、シュトーテルにある。ロクスシュテットにはさらに本課程/実科学校とギムナジウム（第10学年まで）がある。

## 人物

### 出身者
- ドルパト司教ヘルマン（ドイツ語版、英語版）（1163年 - 1248年）エストニアに設けられたドルパト司教区の初代司教、ブクスヘフデ男爵家の創始者
- リガ司教アルベルト（ドイツ語版、英語版）（1165年頃 - 1229年）ブレーメンの聖堂参事会員、リガの司教で創始者
- ハインリヒ・ルーデン（1778年 - 1847年）歴史家
- ヴィルヘルム・ディークマン（1893年 - 1944年）反ナチス運動家

## 関連図書
- Fritz Hörmann u. a. (1995). Kulturstiftung der Kreissparkasse Wesermünde. ed. Flurnamensammlung Wesermünde – Die Flurnamen des Grundsteuerkatasters von 1876. Sonderveröffentlichungen der Männer vom Morgenstern, Heimatbund an Elb- und Wesermündung e. V.. 27. Bremerhaven: Männer vom Morgenstern Verlag. p. 14. ISBN 978-3-931771-27-0
- Männer vom Morgenstern, ed (1999). „Hake Betken siene Duven“ – Das Sagenbuch von Elb- und Wesermündung (3 ed.). Bremerhaven. ISBN 978-3-931771-16-4
- Wolf Haio Zimmermann (2001). Johannes Hoops. ed. Landschaftsrecht – Loxstedt. Reallexikon der germanischen Altertumskunde. 18. Berlin. pp. 629–633. ISBN 978-3-11-016950-8

Niederdeutschen Heimatblatt
- Ulrich Euent (Januar 2016). Männer vom Morgenstern, Heimatbund an Elb- und Wesermündung e. V.. ed. “Sterndeuter, Magier, Weise. Die Heiligen Drei Könige in Geschichte und Gegenwart”. Niederdeutsches Heimatblatt (Bremerhaven: Nordsee-Zeitung GmbH) 793:  2–3 2019年9月16日閲覧。.
- Ulrich Euent (April 2016). Männer vom Morgenstern, Heimatbund an Elb- und Wesermündung e. V.. ed. “Vor 300 Jahren an der Mosel geboren. Der Orgelbauer Matthias Schreiber, Erbauer der Loxstedter Kirchenorgel”. Niederdeutsches Heimatblatt (Bremerhaven: Nordsee-Zeitung GmbH) 796:  1–2 2019年9月16日閲覧。.
- Ulrich Euent (Oktober 2016). Männer vom Morgenstern, Heimatbund an Elb- und Wesermündung e. V.. ed. “Die Loxstedter Kirche St.-Johannes-der-Täufer. Vor 50 Jahren geweiht: Das Kirchweihfest fand am dritten Sonntag im Oktober statt”. Niederdeutsches Heimatblatt (Bremerhaven: Nordsee-Zeitung GmbH) 802:  2–3 2019年9月16日閲覧。.
- Ulrich Euent (Juli 2017). Männer vom Morgenstern, Heimatbund an Elb- und Wesermündung e. V.. ed. “Lobetag auch in Loxstedt. Ausdruck der Dankbarkeit vor Verschonung in Gefahr”. Niederdeutsches Heimatblatt (Bremerhaven: Nordsee-Zeitung GmbH) 811:  2 2019年9月16日閲覧。.
- Ulrich Euent (November 2017). Männer vom Morgenstern, Heimatbund an Elb- und Wesermündung e. V.. ed. “Anna Selbdritt und Heilige Sippe. Ein rätselhaftes Bild aus der Zeit des Vorabends der Reformation”. Niederdeutsches Heimatblatt (Bremerhaven: Nordsee-Zeitung GmbH) 815:  1–2 2019年9月16日閲覧。.

これらの文献は、翻訳元であるドイツ語版の参考文献として挙げられていたものであり、日本語版作成に際し直接参照してはおりません。

## 訳注
1. ↑  ドイツ語: Einheitsgemeinde、集合自治体であるザムトゲマインデに対して単一の自治体であることを明示する用語である。
2. ↑  ベルデ (ドイツ語: Börde) は教会や都市に対する納税区を意味する。
3. ↑  ドイツ語: Amtは、一般的に「役所」を意味するが、ここでは地方行政機関を意味する。